# Park Joo-bong
Park Joo-bong (n. 5 decembrie 1964, Imsil, Jeolla de Nord, Coreea de Sud) este un jucător de badminton ce a reprezentat Coreea de Sud, medaliat olimpic. A participat la 3 ediții ale Jocurilor Olimpice (1988, 1992, 1996) în care a câștigat o medalie de aur și o medalie de argint.